# Enoplognatha monstrabilis
Espèce
Enoplognatha monstrabilis est une espèce d'araignées aranéomorphes de la famille des Theridiidae.

## Distribution
Cette espèce est endémique de Russie. Elle se rencontre en Transbaïkalie et en Bouriatie.

## Description
Les mâles mesurent de 3,63 à 6,5 mm et les femelles de 4,30 à 5,25 mm.

## Publication originale
- Marusik & Logunov, 2002 : New faunistic records for the spiders of Buryatia (Aranei), with a description of a new species from the genus Enoplognatha (Theridiidae). Arthropoda Selecta, vol. 10, no 3, p. 265-272 (texte intégral).